# Vikingská kruhová pevnost

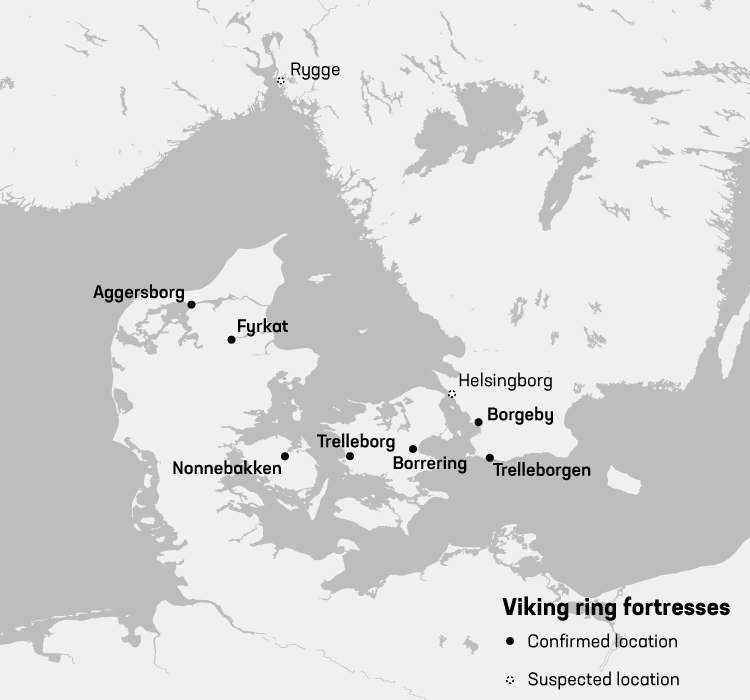
Mapa kruhových pevností

Vikingská kruhová pevnost nebo také pevnost typu Trelleborg je typ pevnosti přísně kruhového půdorysu stavěný ve Skandinávii v době Vikingů. Brány pevností směřují do čtyř světových stran. Někdy jsou částečně obehnány předsunutými valy, již nikoli nutně kruhovými. V současnosti je známo celkem sedm vikingských prstencových pevností, které se nacházejí v Dánsku a ve Švédsku. Většina z nich byla datována do doby vlády Haralda Modrozuba (zemřel 986). Stavba systému pevností patrně souvisela s tím, že kolem roku 974 ztratil Harald kontrolu nad obranným valem Danevirke a částmi jižního Jutska, kvůli tlaku Sasů. Datování podle dendrochronologie zjistilo, že dřevo použité na stavbu Trelleborgu nedaleko Slagelse bylo pokáceno na podzim roku 980, a proto bylo použito pro stavbu pravděpodobně na jaře roku 981. Na jiných místech nebylo nalezeno dostatečné množství pro přesné datování, ale konstrukce a uspořádání jsou si tak podobné, že se považuje za nejpravděpodobnější, že všechny pevnosti vznikly zhruba ve stejné době. Poměrně krátká doba výstavby a naprostá absence jakýchkoliv známek údržby svědčí o krátkém užívání budov, možná pět let, jistě ne více než dvacet. Sloužit mohly jak pro vojsko samotné, tak jako úkryt pro obyvatelstvo v případě útoku. Další teorií je, že kruhové hrady byly výcvikovými tábory pro jednotky používané Svenem Vidlím vousem při jeho útoku na Anglii. Sven a jeho muži vyplenili Londýn v roce 1013. Typ opevnění byl pojmenován podle prvního objeveného příkladu: pevnosti Trelleborg u Slagelse, jež byla vykopána v letech 1936–1941. V září 2023 bylo 5 dánských lokalit zapsáno na seznam světového dědictví UNESCO.

## Seznamtrelleborgů
| Pevnost      | Lokalizace                  | Přesné souřadnice                |
| ------------ | --------------------------- | -------------------------------- |
| Aggersborg   | poblíž Limfjorden, Dánsko   | 56°59′44″ s. š., 9°15′18″ v. d.  |
| Fyrkat       | poblíž Hobro, Dánsko        | 56°37′24″ s. š., 9°46′14″ v. d.  |
| Nonnebakkenv | v Odense, Dánsko            | 55°23′31″ s. š., 10°23′21″ v. d. |
| Borrering    | poblíž Køge, Zéland, Dánsko | 55°28′11″ s. š., 12°7′21″ v. d.  |
| Trelleborg   | poblíž Slagelse, Dánsko     | 55°23′39″ s. š., 11°15′55″ v. d. |
| Trelleborgen | v Trelleborgu, Švédsko      | 55°22′35″ s. š., 13°8′50″ v. d.  |
| Borgeby      | severně od Lundu, Švédsko   | 55°45′6″ s. š., 13°2′12″ v. d.   |

Existence vikingské kruhové pevnosti se předpokládá i v Helsingborgu, na základě archeologických vykopávek, které byly prováděny od roku 1987. Pevnost v Helsingborgu mohla být největší ze všech, s průměrem 270 m. Také v Lundu topografie města svědčí pro existenci kruhové pevnosti. Z plně potvrzených je největší pevnost v Aggersborgu, s průměrem 240 metrů. Spekuluje se o možné pevnosti i v Norsku, v Rugge.